# Форт-Бриджер (Вайоминг)
Форт-Бриджер (англ. Fort Bridger) — статистически обособленная местность, расположенная в округе Юинта (штат Вайоминг, США) с населением в 400 человек по статистическим данным переписи 2000 года.

## География
По данным Бюро переписи населения США, статистически обособленная местность Форт-Бриджер имеет общую площадь в 5,18 квадратных километров, водных ресурсов в черте населённого пункта не имеется.
Статистически обособленная местность Форт-Бриджер расположена на высоте 2034 метров над уровнем моря.

## Демография
По данным переписи населения 2000 года, в Форт-Бриджер проживало 400 человек, 114 семей, насчитывалось 158 домашних хозяйств и 183 жилых дома. Средняя плотность населения составляла около 77,5 человек на один квадратный километр. Расовый состав Форт-Бриджер по данным переписи распределился следующим образом: 97,00 % белых, 1,25 % — коренных американцев, 0,50 % — представителей смешанных рас, 1,25 % — других народностей. Испаноговорящие составили 2,75 % от всех жителей статистически обособленной местности.
Из 158 домашних хозяйств в 34,8 % — воспитывали детей в возрасте до 18 лет, 56,3 % представляли собой совместно проживающие супружеские пары, в 10,8 % семей женщины проживали без мужей, 27,8 % не имели семей. 24,1 % от общего числа семей на момент переписи жили самостоятельно, при этом 3,8 % составили одинокие пожилые люди в возрасте 65 лет и старше. Средний размер домашнего хозяйства составил 2,53 человек, а средний размер семьи — 2,96 человек.
Население статистически обособленной местности по возрастному диапазону по данным переписи 2000 года распределилось следующим образом: 28,8 % — жители младше 18 лет, 7,0 % — между 18 и 24 годами, 29,0 % — от 25 до 44 лет, 25,0 % — от 45 до 64 лет и 10,3 % — в возрасте 65 лет и старше. Средний возраст жителей составил 35 лет. На каждые 100 женщин в Форт-Бриджер приходилось 102,0 мужчин, при этом на каждые сто женщин 18 лет и старше приходилось 93,9 мужчин также старше 18 лет.
Средний доход на одно домашнее хозяйство в статистически обособленной местности составил 32 031 доллар США, а средний доход на одну семью — 33 750 долларов. При этом мужчины имели средний доход в 36 354 доллара США в год против 17 344 доллара среднегодового дохода у женщин. Доход на душу населения в статистически обособленной местности составил 16 662 доллара в год. 11,6 % от всего числа семей в округе и 11,5 % от всей численности населения находилось на момент переписи населения за чертой бедности, при этом 18,8 % из них были моложе 18 лет и 5,9 % — в возрасте 65 лет и старше.

## Известные люди
- Джим Бриджер — путешественник и основатель форта Бриджер;
- Рон Мичели — ранчер и бывший политик штата Вайоминг;
- Крис Уилсон — один из создателей веб-комикса Cyanide and Happiness.